# French Championships 1961
Turniej tenisowy French Championships, dziś znany jako wielkoszlemowy French Open, rozegrano w 1961 roku w dniach 15 - 27 maja, na kortach im. Rolanda Garrosa w Paryżu.

## Zwycięzcy

### Gra pojedyncza mężczyzn
Manuel Santana -  Nicola Pietrangeli 4-6, 6-1, 3-6, 6-0, 6-2

### Gra pojedyncza kobiet
Ann Haydon -  Yola Ramírez 6-2, 6-1